# Воронцы (Минская область)
Воронцы́ (бел. Варанцы́) — деревня в Нарочанском сельсовете Мядельского района Минской области Республики Беларусь.

## История
Исторически коренное население деревни — рыбаки, занимавшиеся рыбным ловом на озере Нарочь и соседних озёрах. Коренные жители деревни носят одну фамилию — Воронец. Имеет ли она отношение к русскому дворянскому роду Воронец, не выяснено.
В 1847 г. — деревня имения Антонисберг Кобыльницкой волости Свенцянского уезда Виленской губернии, владение братьев Галков, 5 дворов, 20 жителей.
В 1868 г. в деревне 46 жителей, в 1904 г. — 100 жителей, в 1907 г. — 13 дворов, 83 жителя.
С 12.10.1940 г. — в Лещинском сельсовете Вилейской, с 20.09.1944 г.  Молодечненской, с 20.01.1960 г. Минской областей, с 09.08.1979 г. в Нарочанском сельсовете.
В 1949 г. жители деревни создали сельскохозяйственную артель (колхоз) «Красное знамя». Позже деревня входила в состав колхоза имени Чапаева Лещинского сельского Совета, с 10.02.1979 г. — в колхозе «Нарочь» (центр в д. Черевки).
В 1960 г. в деревне 115 жителей. На 01.01.1997 г. — 42 двора, 102 жителя. На сентябрь 2013 г. — 52 двора (согласно maps.google.ru), около 70 человек жителей (данные Нарочанского сельсовета, могут варьироваться в зависимости от сезона).

## Этимология названия
Населённые пункты с названием Воронец, Воронцы и т. п. существовали ранее в Российской империи и за её пределами и существуют сейчас, например, селения Воронец есть в Воронежской, Тульской, Ярославской, Липецкой, Орловской, Кировской областях России; посёлок и деревни Воронцы есть в Архангельской, Вологодской, Смоленской и Тверской областях России, в Витебской области Республики Беларусь. Их названия, вероятно, происходят от слова «воронец» в значении «растение с чёрными или красными ягодами («волчья ягода»)». Вероятно, в этих местностях оно встречается часто.
По мнению главного научного сотрудника Института языка и литературы имени Якуба Коласа и Янки Купалы Национальной академии наук, председателя Республиканской топонимической комиссии при Национальной академии наук профессора, доктора филологических наук Валентины Петровны Лемтюговой, фамилия Воронец представляет собой уменьшительную форму древнерусского имени Ворон — «вороной, чёрный по цвету воронова крыла». В книге «Фамилии России» под редакцией А. В. Суперанской приводятся исторически засвидетельствованные ещё дофамильные личные наименования, среди которых Иван Воронец Мокшеев, кабальный (1460 г.), Ивашко Воронец, крестьянин (1495 г.).

## Инфраструктура
- Усадьба «Воронцы» (д. 42)

В границах населённого пункта расположены:
- Санаторий МВД Республики Беларусь «Белая Русь»[6].
- Общекурортная отопительная котельная к.п. Нарочь.

Через деревню проходит автомобильная дорога Н9285.

## Географическое положение
Ближайшие населённые пункты: деревни: Антонинсберг, Логовины, Симоны, Зелёнки, Лыжичи, Кусевщина; агрогородок Нарочь; курортный посёлок Нарочь.
Западнее населённого пункта расположена возвышенность ледникового происхождения, местное название — гора Кладовица.

## Фотографии

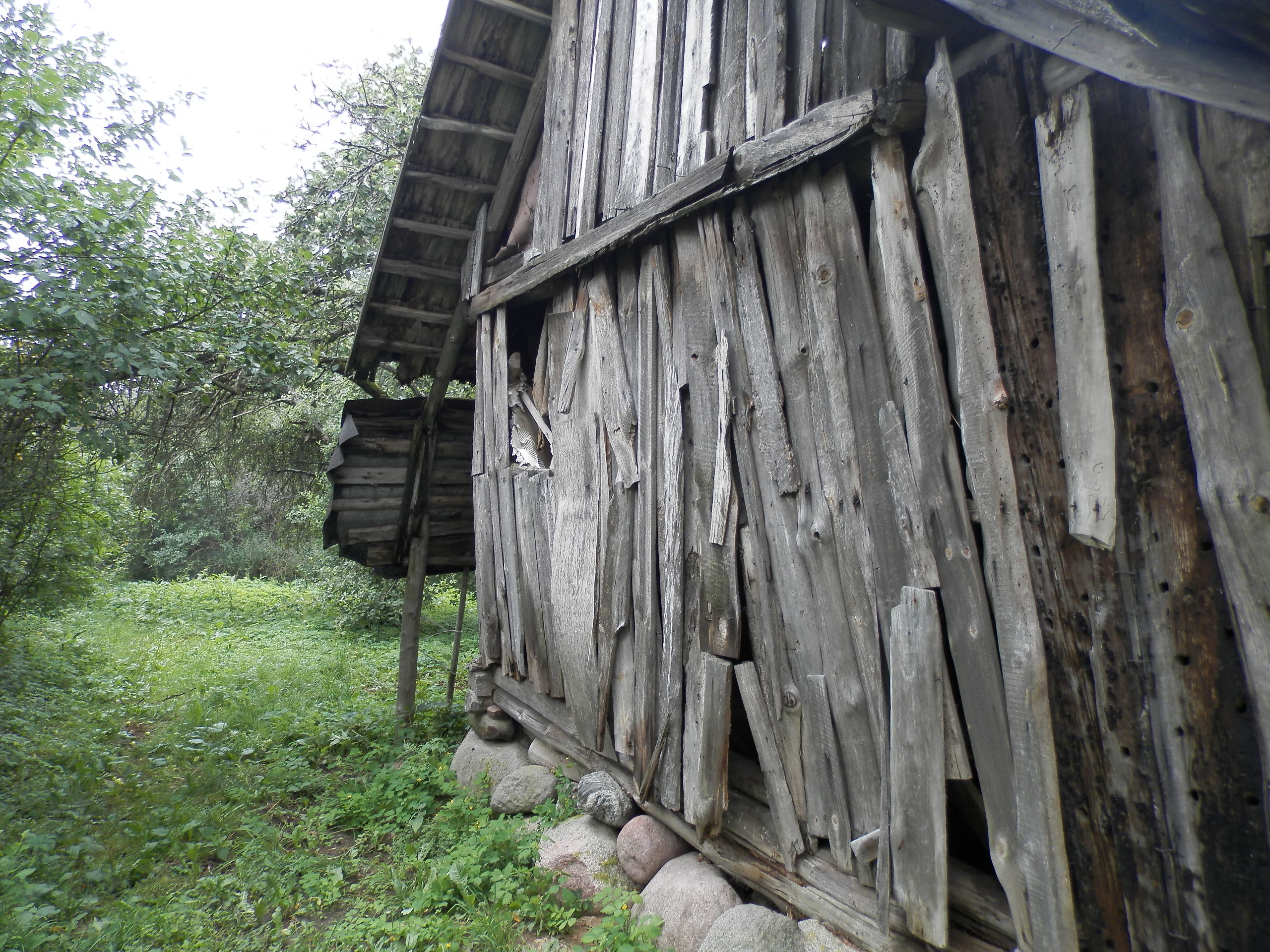
Хозяйственная постройка послевоенного времени
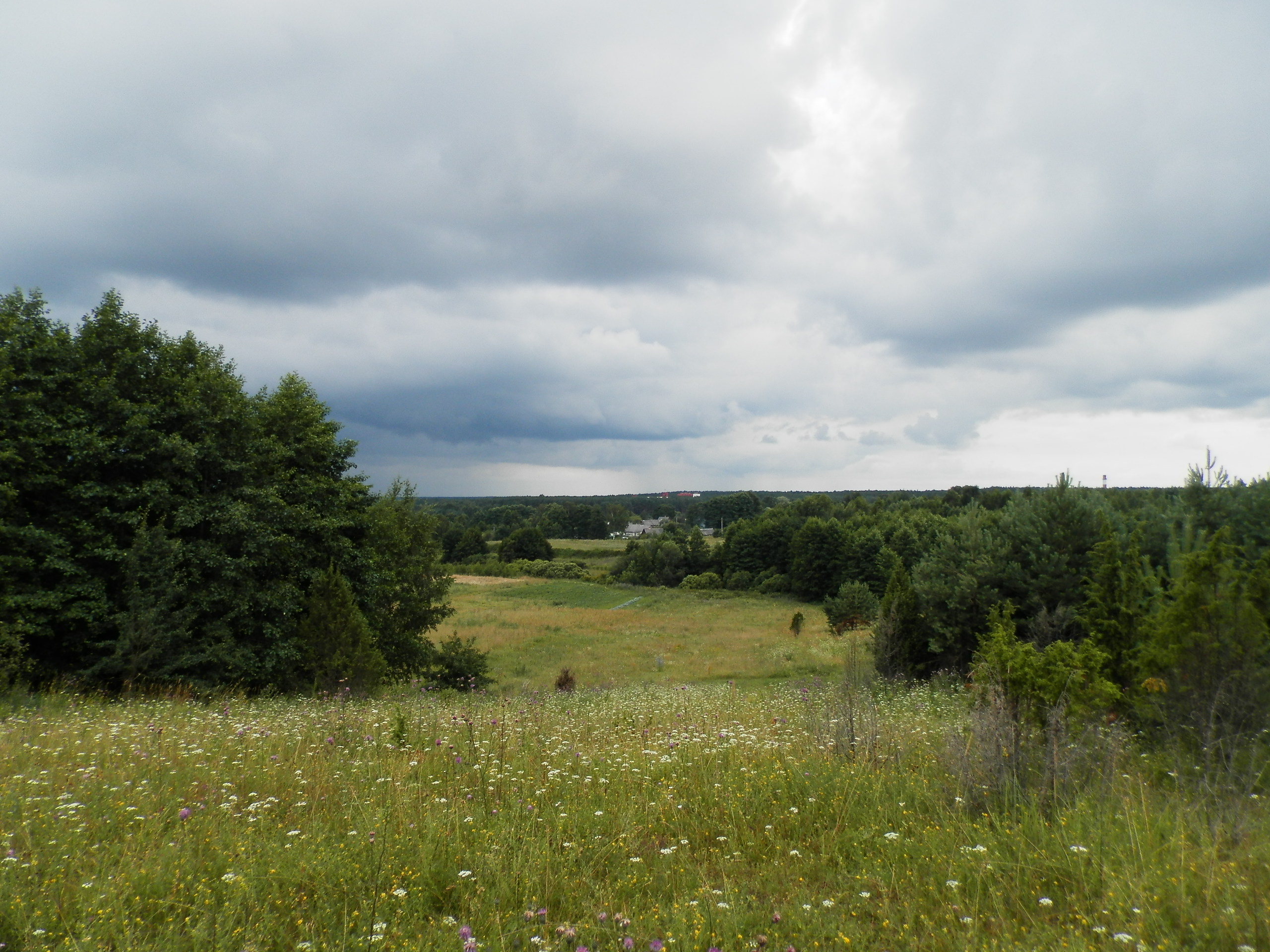
Вид с рядом расположенной возвышенности на деревню
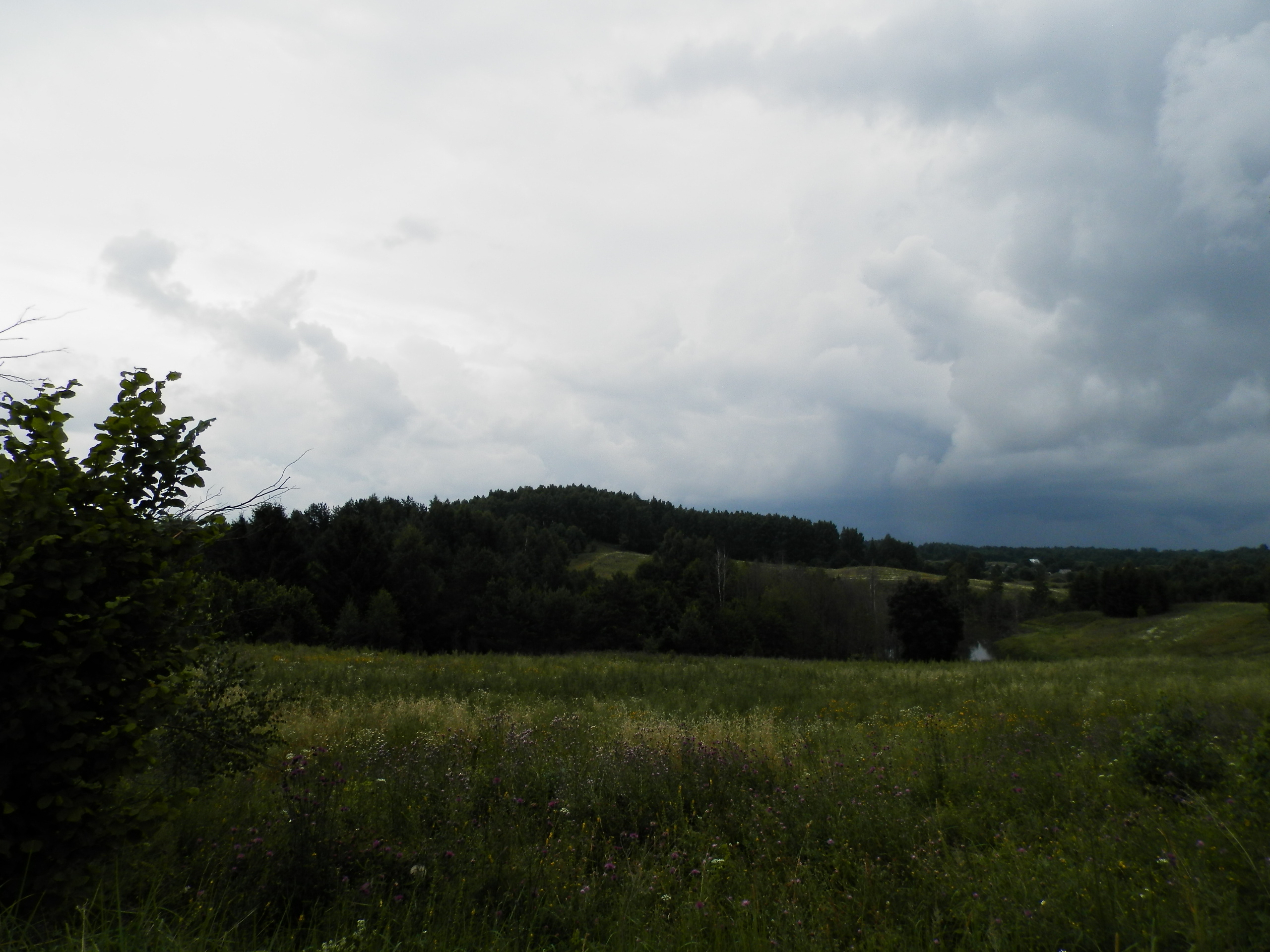
Вид с рядом расположенной возвышенности на окрестности